# Opharus corticea
Opharus corticea är en fjärilsart som beskrevs av Walker 1856. Opharus corticea ingår i släktet Opharus och familjen björnspinnare. Inga underarter finns listade i Catalogue of Life.